# Behind the Sun (Chicane)
Behind the Sun è il secondo album in studio del disc jockey e musicista britannico Chicane, pubblicato nel 2000.

## Tracce
1. Overture – 3:46
2. Low Sun – 6:56
3. No Ordinary Morning (feat. Tracy Ackerman) – 5:08
4. Saltwater (Original Mix) (feat. Máire Brennan) – 10:03
5. Halcyon – 9:01
6. Autumn Tactics (feat. Justine Suissa) – 4:53
7. Overlap – 4:38
8. Don't Give Up (feat. Bryan Adams) – 8:22
9. Saltwater (The Thrillseekers Remix) – 6:55
10. Andromeda + Don't Give Up (Radio edit) (feat. Bryan Adams) – 10:18